# Schönwalde-Glien
Schönwalde-Glien ist eine amtsfreie Gemeinde im Landkreis Havelland im Land Brandenburg. Der Sitz der Gemeindeverwaltung befindet sich im Ortsteil Schönwalde-Siedlung.

## Geografie
Die Gemeinde liegt zum größten Teil nördlich des Havelkanals, nordwestlich des Spandauer Forstes (Berlin-Spandau) und zehn Kilometer nordöstlich von Nauen. Der größte Ortsteil Schönwalde-Siedlung liegt südlich des Havelkanals und grenzt unmittelbar an Berlin-Spandau. Das Gemeindegebiet von Schönwalde-Glien ist Teil des Regionalparks Krämer Forst. Die Gemeinde liegt am südwestlichen Rand der Grundmoränenplatte Ländchen Glien am Übergang zur Zehdenick-Spandauer Havelniederung. Sie grenzt im Norden an die Südausläufer des Krämerwaldes.

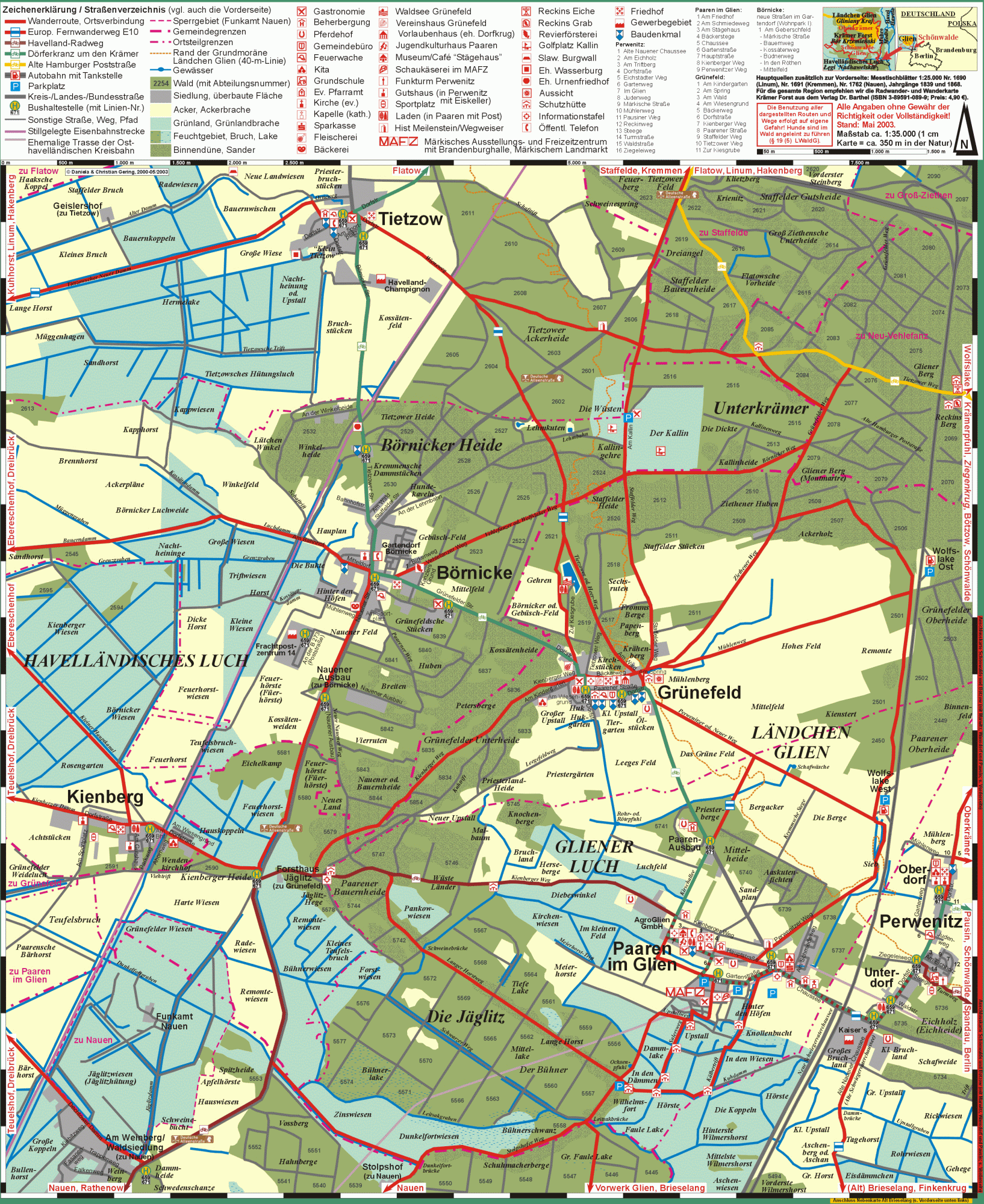
Karte der Gemeinde Schönwalde-Glien, Westteil
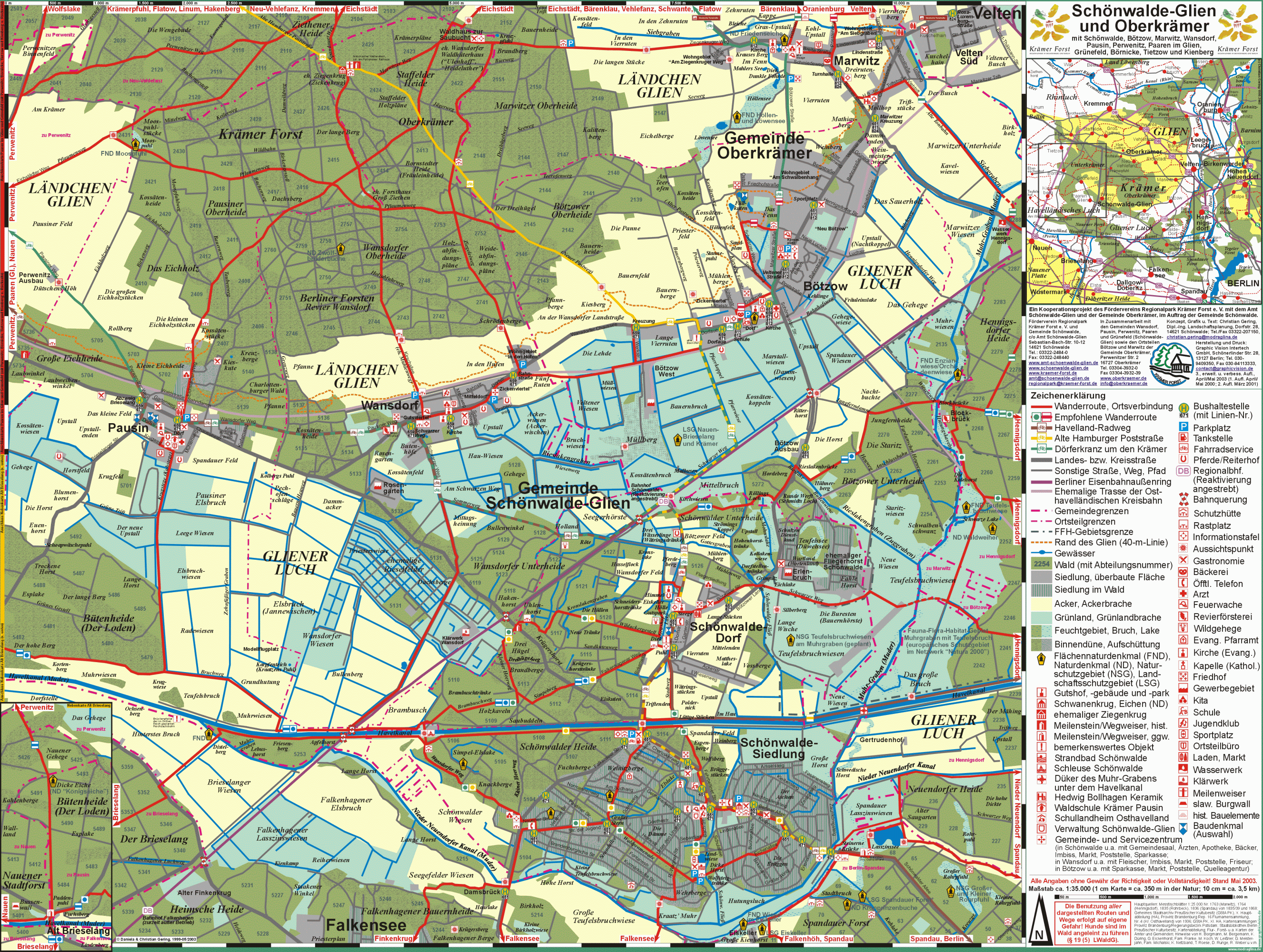
Karte der Gemeinde Schönwalde-Glien, Ostteil

## Gemeindegliederung
Die Gemeinde Schönwalde-Glien besteht aus den Ortsteilen (mit Einwohnerzahlen vom 31. Dezember 2020)
- Grünefeld (481)
- Paaren im Glien (644)
- Pausin (830)
- Perwenitz (482) (mit Wohnplatz Duettchens Höh)
- Schönwalde-Dorf (1130)
- Schönwalde-Siedlung (5707)
- Wansdorf (843)

Hinzu kommt der Wohnplatz Saubucht.

## Geschichte
Grünefeld wurde im Jahr 1379, Paaren im Glien im Jahr 1412, Pausin im Jahr 1324, Perwenitz im Jahr 1421, Schönwalde-Dorf im Jahr 1437 und Wansdorf im Jahr 1313 erstmals urkundlich erwähnt. Der Ortsteil Schönwalde-Siedlung entstand ab 1900. Die Ortsteile entstanden als Straßenangerdörfer. Teilweise übernahmen sie Namen slawischen Ursprunges wie Glien (glina = Lehm), Pausin (Ort an der Höhe) und Perwenitz (nach dem Lokator Perw) oder erhielten deutsche Namen wie Grünefeld, Schönwalde und Wansdorf (nach dem Lokator Wan).
Die heutigen Ortsteile der Gemeinde gehörten seit 1817 zum Kreis Osthavelland in der preußischen Provinz Brandenburg und ab 1952 zum Kreis Nauen im DDR-Bezirk Potsdam. Seit 1993 liegen sie im brandenburgischen Landkreis Havelland.
Die jetzige Gemeinde wurde im Rahmen der Gemeindegebietsreform in Brandenburg am 26. Oktober 2003 aus den Gemeinden des Amtes Schönwalde-Glien (Schönwalde, Paaren im Glien, Pausin, Perwenitz, Wansdorf) und der Gemeinde Grünefeld, die aus dem ehemaligen Amt Nauen-Land wechselte, gebildet.
Gegenwärtig wird die Sanierung und Entwicklung des ehemaligen Fliegerhorsts im Ortsteil Schönwalde-Dorf diskutiert. Im neu geplanten Ortsteil Erlenbruch sollen ca. 1500 Wohnungen für 3000 bis 4000 Bewohner entwickelt werden. Kritiker bemängeln für das Vorhaben vor allem ein noch fehlendes Mobilitätskonzept.

## Bevölkerungsentwicklung
| Jahr | Einwohner |
| ---- | --------- |
| 2003 | 08 131    |
| 2005 | 08 487    |
| 2010 | 08 931    |
| 2015 | 09 351    |
| 2020 | 10 017    |

| Jahr | Einwohner |
| ---- | --------- |
| 2021 | 10 190    |
| 2022 | 10 436    |
| 2023 | 10 557    |
| 2024 | 10 523    |

Gebietsstand des jeweiligen Jahres, Einwohnerzahl: Stand 31. Dezember, ab 2011 auf Basis des Zensus 2011, ab 2022 auf Basis des Zensus 2022

## Politik

### Gemeindevertretung
Die Gemeindevertretung von Schönwalde-Glien besteht entsprechend der Einwohnerzahl der Gemeinde seit 2024 aus 22 Mitgliedern und dem hauptamtlichen Bürgermeister. Die Kommunalwahl am 9. Juni 2024 führte zu folgendem Ergebnis:
| Partei / Wählergruppe                   | Stimmenanteil 2008 | Sitze 2008 |  | Stimmenanteil 2014 | Sitze 2014 |  | Stimmenanteil 2019 | Sitze 2019 |  | Stimmenanteil 2024 | Sitze 2024 |
| --------------------------------------- | ------------------ | ---------- |  | ------------------ | ---------- |  | ------------------ | ---------- |  | ------------------ | ---------- |
| CDU                                     | 48,3 %             | 9          |  | 46,2 %             | 8          |  | 35,1 %             | 6          |  | 38,4 %             | 9          |
| AfD                                     | –                  | –          |  | –                  | –          |  | 15,6 %             | 3          |  | 20,4 %             | 5          |
| SPD                                     | 29,0 %             | 5          |  | 28,4 %             | 5          |  | 17,3 %             | 3          |  | 14,8 %             | 3          |
| Bündnis 90/Die Grünen                   | 09,0 %             | 1          |  | 06,7 %             | 1          |  | 14,4 %             | 3          |  | 08,5 %             | 2          |
| BVB / Freie Wähler                      | –                  | –          |  | –                  | –          |  | –                  | –          |  | 06,6 %             | 1          |
| Bürger für Schönwalde-Glien             | –                  | –          |  | –                  | –          |  | 01,6 %             | –          |  | 04,9 %             | 1          |
| Die Linke                               | 09,6 %             | 2          |  | 08,0 %             | 1          |  | 05,9 %             | 1          |  | 03,0 %             | 1          |
| Einzelbewerber Steffen Gierke           | –                  | –          |  | –                  | –          |  | –                  | –          |  | 01,8 %             | –          |
| Forum Schönwalde-Glien                  | –                  | –          |  | 05,1 %             | 1          |  | 02,8 %             | 1          |  | 01,6 %             | –          |
| Familien-Partei                         | 04,1 %             | 1          |  | 03,0 %             | 1          |  | 03,7 %             | 1          |  | –                  | –          |
| Gemeinsame Liste mehrerer Wählergruppen | –                  | –          |  | –                  | –          |  | 02,0 %             | –          |  | –                  | –          |
| Einzelbewerber Olaf Radzik              | –                  | –          |  | –                  | –          |  | 01,2 %             | –          |  | –                  | –          |
| NPD                                     | –                  | –          |  | 02,5 %             | 1          |  | 00,5 %             | –          |  | –                  | –          |
| Insgesamt                               | 100 %              | 18         |  | 100 %              | 18         |  | 100 %              | 18         |  | 100 %              | 22         |
| Wahlbeteiligung                         | 59,1 %             |            |  | 55,7 %             |            |  | 69,6 %             |            |  | 70,6 %             |            |

### Bürgermeister
- seit 2003: Bodo Oehme (CDU)[16]

Oehme wurde bei der Bürgermeisterwahl am 1. September 2019 mit 57,7 % der gültigen Stimmen in seinem Amt bestätigt. Seine Amtszeit beträgt acht Jahre.

### Wappen
| Wappen von Schönwalde-Glien | Blasonierung: „Gespalten von Gold und Blau; vorne ein grünes Eschenblatt mit sieben Fiederblättchen, hinten pfahlweise zwei stürzende silberne Schwäne.“ |
| Wappen von Schönwalde-Glien | Wappenbegründung: Die Schildaufteilung knüpft an die Gestaltung des Siegels der ehemaligen Gemeinde Schönwalde an, das spätestens seit 1946 nachzuweisen ist und offenbar vom 1935 geschaffenen Wappen des Kreises Osthavelland inspiriert war. Sowohl das Wappen des Osthavellandes als auch das Siegel von Schönwalde zeigten im gespaltenen Schild im hinteren Feld pfahlweise zwei stürzende Schwäne. Die Schwäne verkörpern somit die Tradition, in der die Gemeinde Schönwalde-Glien steht und verweisen auf deren territoriale Zugehörigkeit. Das Blau des hinteren Feldes weist auf die Lage der Gemeinde im wasserreichen Luch hin. Das Gold des vorderen Feldes bezieht sich auf die Grundmoränenplatte Ländchen Glien, deren Name aus dem Elbslawischen stammt und „Lehm“ bedeutet. Es redet somit für das zweite Glied des Gemeindenamens, „Glien“. Das grüne Eschenblatt mit den sieben Fiederblättchen versinnbildlicht die Gemeinschaft der sieben Ortsteile in der Gemeinde. Eschen bilden gemeinsam mit anderen Baumarten der Au-, Bruch- und Niederungswälder reiche Bestände im Havelländischen Luch, das historisch auch als Gliener Luch bezeichnet wurde und den größten Teil der Gemeinde einnimmt. Eschen sind darüber hinaus beliebte Alleebäume, die etliche Abschnitte der Verbindungsstraßen zwischen den Ortsteilen säumen. Das Blatt redet zugleich für das erste Glied des Gemeindenamens, „Schönwalde“. Das Wappen wurde von Christian Gering aus Schönwalde-Dorf gestaltet und am 29. Oktober 2004 durch das Ministerium des Innern genehmigt. |

In einer Bürgerbefragung im Februar 2004 entschieden sich 43 % der teilnehmenden Bürger der Gemeinde für den von der Gemeindevertretung in ihrer Sitzung vom 18. März 2004 einstimmig bestätigten Entwurf.

### Flagge
Die Flagge wurde von Christian Gering aus Schönwalde-Dorf gestaltet und am 29. Oktober 2004 durch das Ministerium des Innern genehmigt.
Die Flagge der Gemeinde Schönwalde-Glien zeigt: Ein zweistreifiges, im oberen Drittel geteiltes Banner, oben Gelb-Blau, belegt mit den Wappenfiguren, unten Grün-Weiß.

### Dienstsiegel
Das Dienstsiegel zeigt das Wappen der Gemeinde mit der Umschrift: „GEMEINDE SCHÖNWALDE-GLIEN • LANDKREIS HAVELLAND“.

### Partnergemeinden
- Wągrowiec, Kreisstadt, Woiwodschaft Großpolen, Polen
- Muggensturm, Landkreis Rastatt, Baden-Württemberg[23]

## Sehenswürdigkeiten

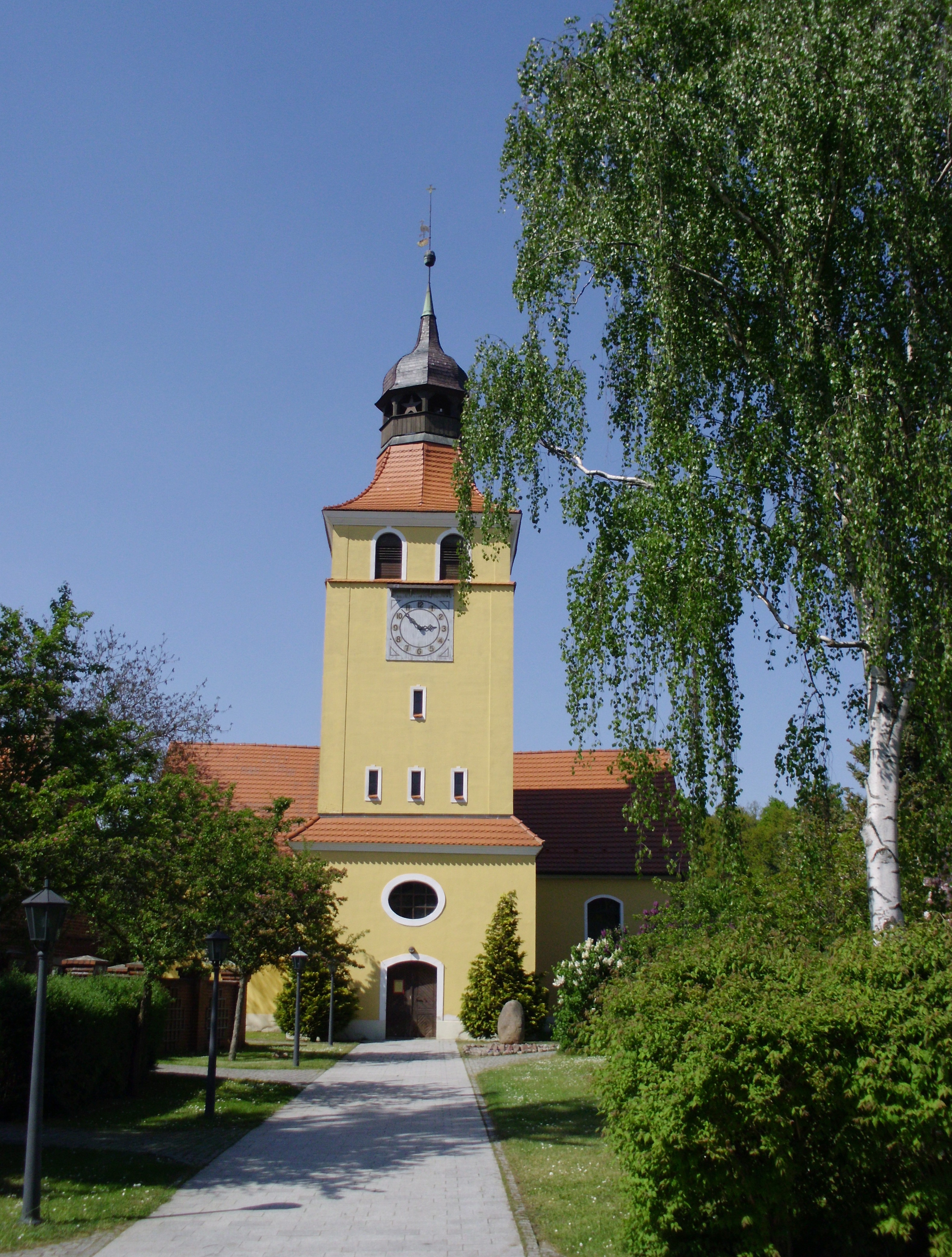
Kirche in Grünefeld

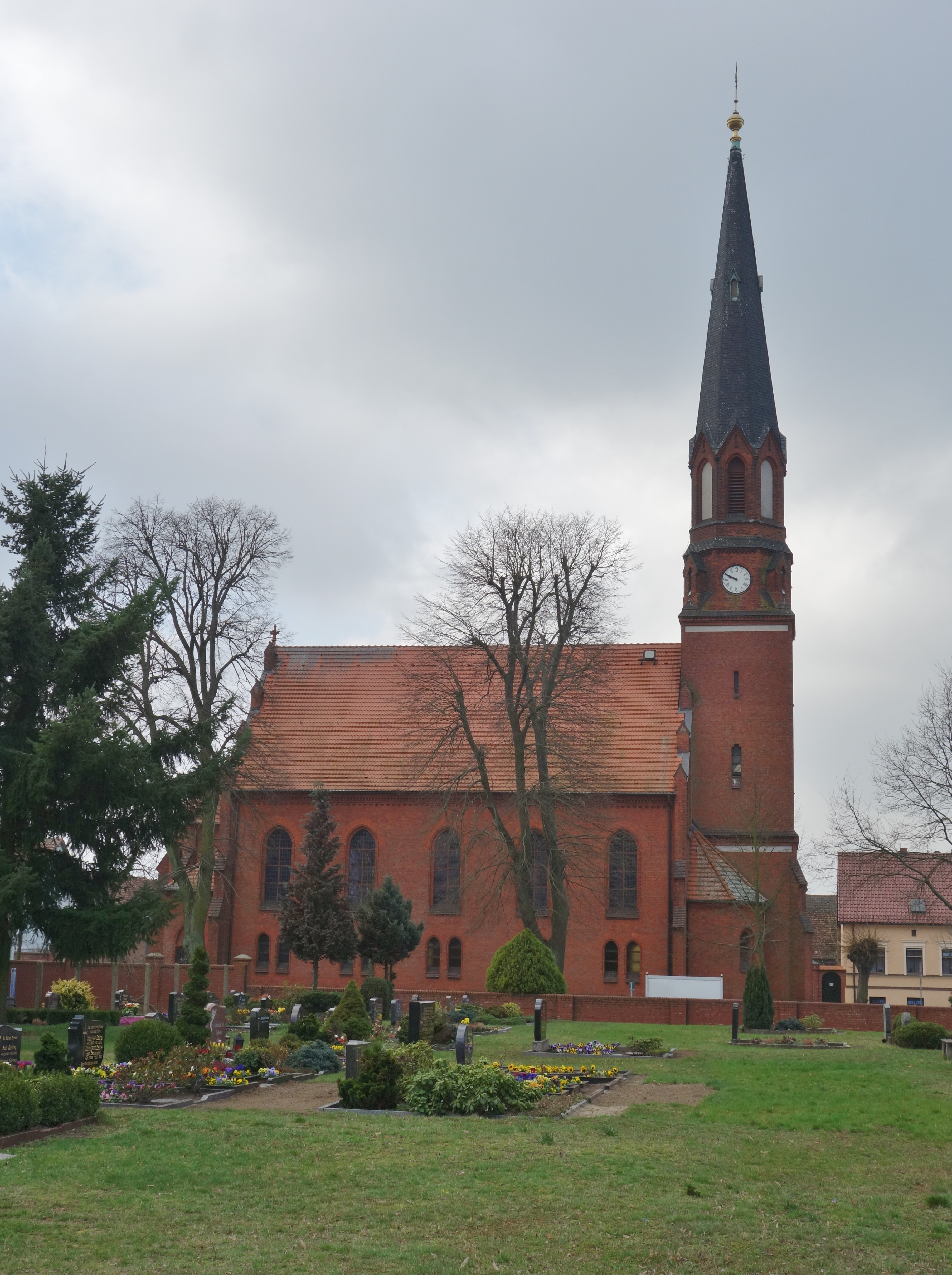
Dorfkirche Paaren im Glien

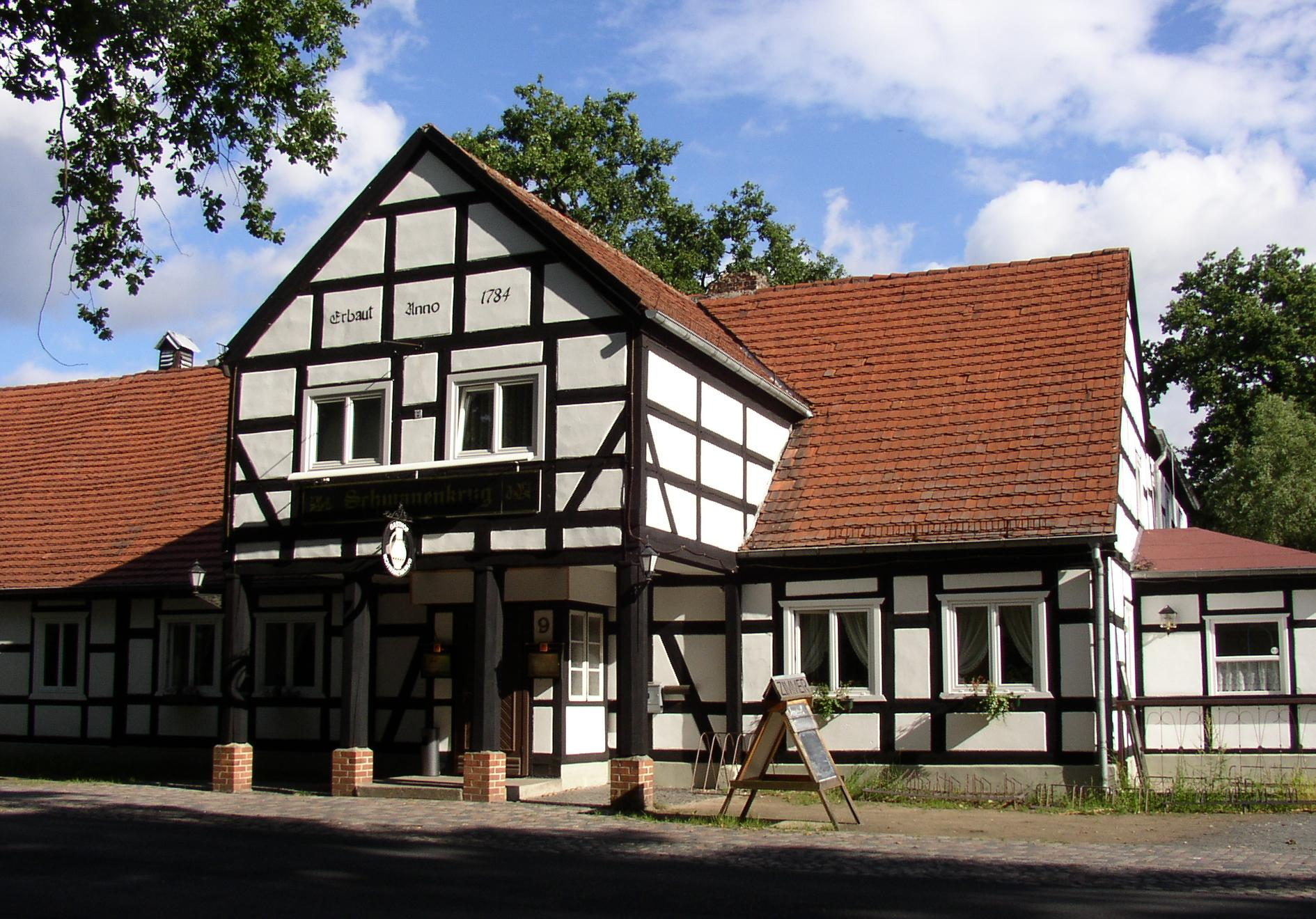
Vorlaubenhaus „Schwanenkrug“ in Schönwalde-Siedlung

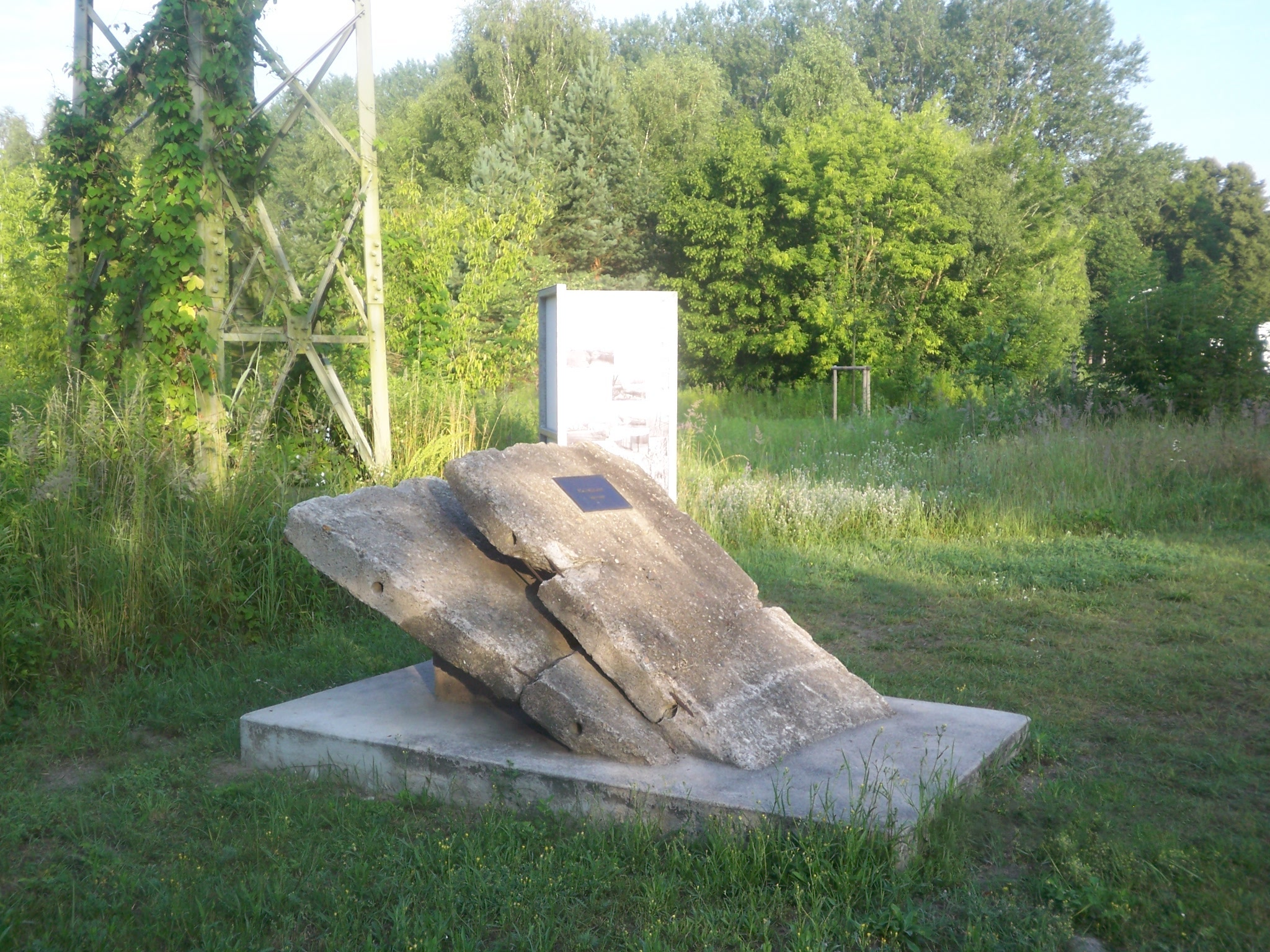
Mauerdenkmal an der Grenze zu Berlin-Spandau

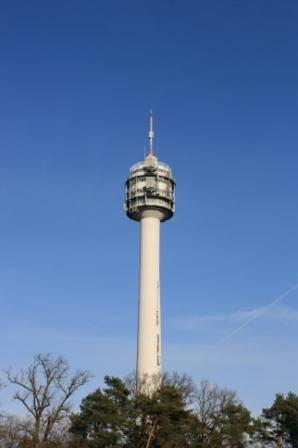
Fernsehturm Perwenitz

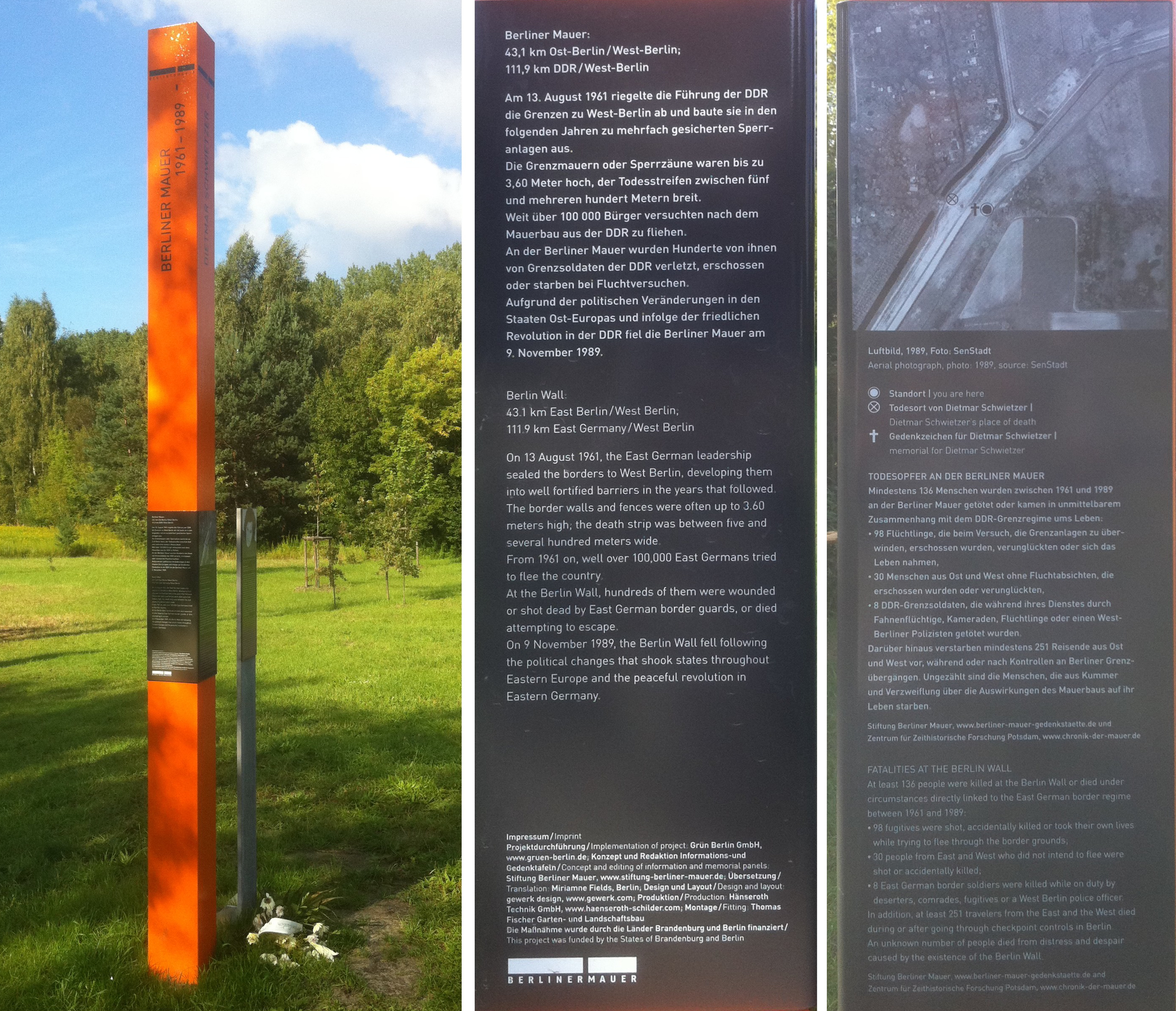
Maueropfer-Gedenkstele

In der Gemeinde steht der 135 Meter hohe Perwenitzer Fernsehturm, ein Fernmeldeturm der Deutschen Telekom AG. Er wurde 1956 bis 1959 erbaut und ist das höchste Gebäude des Landkreises Havelland.
Weitere Sehenswürdigkeiten in der Gemeinde:
- Barocke Dorfkirche Grünefeld (1733 unter Verwendung eines Vorgängerbaus mit Orgel von 1850)
- Neogotische Dorfkirche Paaren im Glien (erbaut 1886)
- Barocke Saalkirche in Pausin
- Gutshaus und Kirche aus dem 19. Jahrhundert in Perwenitz
- Barocke Dorfkirche in Schönwalde (1737, mit historischer Wagner-Orgel von 1738/39 (Lage) und Gutshof in Schönwalde)
- Schwanenkrug in Schönwalde (Fachwerkbau von 1786), alte Pferdestation an der Hamburger Poststraße (Lage)
- Strandbad Schönwalde-Siedlung
- Hirschkopfeiche (6,15 m Umfang, 25 m Höhe) in einem Ensemble aus sieben Eichen in Schönwalde-Siedlung (Lage)
- Mauerdenkmal (2007) an der Steinernen Brücke in Schönwalde-Siedlung (Lage)
- Gedenkstele für das Maueropfer Dietmar Schwietzer (2011) an der Steinernen Brücke in Schönwalde-Siedlung (Lage)
- Barocke Kirche in Wansdorf
- Schloss Wansdorf
- Gutshäuser in Wansdorf

Ein Denkmal für die Opfer des Faschismus in Schönwalde-Siedlung stand vor dem Kulturhaus an der Berliner Allee/Ecke Amselsteig. Es wurde 1996 abgebaut und mit der Planung, es neu aufzustellen, eingelagert.
Ein Baumdenkmal für die Deutsche Einheit befindet sich an der Steinernen Brücke, nahe Havellendradweg Knotenpunkt 1; es wurde am 12. April 2016 gepflanzt. 
Weitere Sehenswürdigkeiten stehen in der Liste der Baudenkmale in Schönwalde-Glien, in der die in der Denkmalliste des Landes Brandenburg eingetragenen Baudenkmale verzeichnet sind.

## Verkehr
Schönwalde-Glien liegt an der Landesstraße L 16 zwischen dem Nauener Ortsteil Börnicke und der Berliner Landesgrenze (Bezirk Spandau). Durch den Westen des Gemeindegebietes führt die Autobahn A 10 (westlicher Berliner Ring), die von Schönwalde-Glien über die Anschlussstelle Falkensee zu erreichen ist.
Der Bahnhof Schönwalde (Kr. Nauen) am Berliner Außenring wurde 1953 eröffnet und 1996 geschlossen. Die Haltepunkte Paaren, Perwenitz, Pausin und Wansdorf lagen an der Bahnstrecke Nauen–Velten.
Die Buslinien werden von der Havelbus Verkehrsgesellschaft eingesetzt. Es verkehren folgende Linien:
- 651 Falkensee Bahnhof – Falkenhagener Anger – Falkensee, Damsbrück – Schönwalde – (Hennigsdorf)
- 671 Berlin-Spandau – Schönwalde-Siedlung – Wansdorf – Pausin – Perwenitz – Paaren im Glien

Die Bundeswasserstraße Havelkanal mit der Schleuse Schönwalde tangiert Schönwalde-Siedlung nördlich.
Durch die Gemeinde führt der an der Ortsgrenze zu Berlin-Spandau beginnende Havelland-Radweg.
Der Flugplatz Schönwalde aus der Zeit des Nationalsozialismus, bis 1992 genutzt durch die Gruppe der Sowjetischen Streitkräfte in Deutschland, ist stillgelegt, jetzt befindet sich dort ein Gewerbegebiet.

## Persönlichkeiten
- Johann Gustav Reinbeck (1683–1741), Berliner Propst und Konsistorialrat, beigesetzt in der Kirche in Schönwalde
- Hermann von Redern (1819–1886), preußischer Generalleutnant, Rechtsritter des Johanniterordens und Besitzer des Rittergutes Wansdorf
- Hedwig von Redern (1866–1935), christliche Erzählerin und Dichterin (u. a. das Kirchenlied: Weiß ich den Weg auch nicht, du weißt ihn wohl), wuchs in Wansdorf auf
- Wilhelm von Redern (1867–1940), Jurist, Landrat in Stallupönen, Regierungsvizepräsident in Wiesbaden und Gumbinnen, wuchs in Wansdorf auf
- Udo Folgart (* 1956), Politiker (SPD), Agraringenieur und Vorsitzender der LPG Paaren